# Route du Rhum 2014
Navigation
2010 2018
La Route du Rhum 2014 (Route du Rhum - Destination Guadeloupe) est la dixième édition de la Route du Rhum, course transatlantique en solitaire. Elle s'est élancée de Saint-Malo le dimanche 2 novembre 2014 à 14 heures et a rallié Pointe-à-Pitre en Guadeloupe. Comme en 2010, la flotte est répartie en cinq catégories : Ultime, Multi50, IMOCA, Class40 et Rhum. L'organisation de la course est gérée par la société Pen Duick SAS.
Loïck Peyron remporte la course, dans le temps record de 7 jours 15 heures 8 minutes 32 secondes, à bord de son maxi trimaran Banque populaire VII. Dans la catégorie Multi50, Erwan Le Roux s'impose alors que François Gabart, pour sa dernière course en IMOCA, établit un nouveau record de la catégorie. Alex Pella s'impose lui dans la catégorie Class40 alors qu'Anne Caseneuve remporte la catégorie Rhum.

## Parcours
Un départ unique est donné à Saint-Malo le 2 novembre 2014 à 14 heures. La ligne de départ se situe au Nord de la pointe du Grouin. La bouée du cap Fréhel est à laisser à tribord.
L'arrivée se fait à Pointe-à-Pitre en Guadeloupe. La Guadeloupe est à contourner en la laissant à bâbord, l'îlot de la Tête à l’Anglais est à laisser à bâbord et la bouée de Basse-Terre est à laisser à tribord.
La distance à parcourir est de 3 542 milles (environ 6 560 km).

## Déroulement

### Avant la course
Armel Le Cléac'h, qui devait participer à la course à bord de Banque populaire VII, doit renoncer le 26 août à cause d'une blessure à la main (section d'un tendon de la main). Il est remplacé par Loïck Peyron.
Servane Escoffier doit aussi renoncer pour raisons de santé (maladie de Basedow) : elle est remplacée par son père Bob Escoffier.

### Pendant la course
Les premiers jours de la course sont marqués par des conditions « dantesques », selon Loïck Peyron, skipper de Banque Populaire VII. De nombreux skippers sont contraints à l'abandon ou à se dérouter pour réparer leur voilier. Sur les 91 skippers au départ, 15 sont hors course après quarante-huit heures de course.
Thomas Coville, un des favoris de la course, entre en collision avec un cargo la première nuit, détruisant une partie de la coque centrale et du flotteur tribord. Chez les IMOCA, Bertrand de Broc puis Vincent Riou abandonnent, pendant que Tanguy de Lamotte est contraint à une escale technique.
En Class40, les deux voiliers conçus par François Angoulvant et skippés par Angoulvant et Marc Lepesqueux perdent coup sur coup leur quille. L'état de la mer a également meurtri les marins, causant l'abandon sur blessure de Nicolas Troussel, Bertrand de Broc ou encore Thierry Bouchard. Le 4 novembre, le skipper français Pierre Antoine est hélitreuillé, la coque centrale de son bateau ayant été touchée par la foudre.
Ces conditions ont permis à Loïck Peyron de creuser un premier écart avec les poursuivants à la sortie du golfe de Gascogne. Après avoir mené la course depuis le passage d'Ouessant, Loïck Peyron et Banque Populaire VII franchissent la ligne d'arrivée à Pointe-à-Pitre le 10 novembre après 7 jours 15 heures 8 minutes et 32 secondes de course, battant le record de 2006 de Lionel Lemonchois de deux heures.

## Concurrents
La course accueille 91 concurrents, répartis en cinq catégories :
- catégorie Ultime, multicoques de 60 pieds et plus (8 inscrits) ;
- classe Multi50, multicoques de 50 pieds (11 inscrits) ;
- classe IMOCA, monocoques Open 60 pieds (9 inscrits) ;
- class40, monocoques de 40 pieds (43 inscrits) ;
- catégorie Rhum, tous les autres monocoques et multicoques qui ne rentrent pas dans les classes précédentes, de longueur comprise entre 39 et 59 pieds (20 inscrits).

### CatégorieUltime
| Catégorie Ultime : multicoques de 60 pieds et plus (8 inscrits) | Catégorie Ultime : multicoques de 60 pieds et plus (8 inscrits) | Catégorie Ultime : multicoques de 60 pieds et plus (8 inscrits) | Catégorie Ultime : multicoques de 60 pieds et plus (8 inscrits) | Catégorie Ultime : multicoques de 60 pieds et plus (8 inscrits) | Catégorie Ultime : multicoques de 60 pieds et plus (8 inscrits) | Catégorie Ultime : multicoques de 60 pieds et plus (8 inscrits) | Catégorie Ultime : multicoques de 60 pieds et plus (8 inscrits) | Catégorie Ultime : multicoques de 60 pieds et plus (8 inscrits) | Catégorie Ultime : multicoques de 60 pieds et plus (8 inscrits) | Catégorie Ultime : multicoques de 60 pieds et plus (8 inscrits) |
| Concurrent                                                      | Concurrent                                                      | Concurrent                                                      | Concurrent                                                      | Bateau                                                          | Bateau                                                          | Classement                                                      | Classement                                                      | Arrivée                                                         | Arrivée                                                         | Arrivée                                                         |
| Skipper                                                         | Nationalité                                                     | Âge                                                             | Particip.                                                       | Nom du bateau                                                   | Lancement                                                       | Général                                                         | Classe                                                          | Date                                                            | Temps                                                           | Moyenne (nœuds)                                                 |
| --------------------------------------------------------------- | --------------------------------------------------------------- | --------------------------------------------------------------- | --------------------------------------------------------------- | --------------------------------------------------------------- | --------------------------------------------------------------- | --------------------------------------------------------------- | --------------------------------------------------------------- | --------------------------------------------------------------- | --------------------------------------------------------------- | --------------------------------------------------------------- |
| Loïck Peyron                                                    | France                                                          | 54 ans                                                          | 7e                                                              | Maxi Solo Banque Populaire VII                                  | 2006                                                            | 1er                                                             | 1er                                                             | 10 novembre 2014                                                | 7 j 15 h 8 min 32 s                                             | 19,34                                                           |
| Yann Guichard                                                   | France                                                          | 40 ans                                                          | 2e                                                              | Maxi Spindrift 2                                                | 2008                                                            | 2e                                                              | 2e                                                              | 10 novembre 2014                                                | 8 j 5 h 18 min 46 s                                             | 17,95                                                           |
| Sébastien Josse                                                 | France                                                          | 39 ans                                                          | 2e                                                              | Gitana XV                                                       | 2011                                                            | 3e                                                              | 3e                                                              | 11 novembre 2014                                                | 8 j 14 h 47 min 9 s                                             | 17,13                                                           |
| Lionel Lemonchois                                               | France                                                          | 54 ans                                                          | 4e                                                              | Maxi80 Prince de Bretagne                                       | 2013                                                            | 4e                                                              | 4e                                                              | 11 novembre 2014                                                | 8 j 17 h 44 min 50 s                                            | 16,89                                                           |
| Sidney Gavignet                                                 | France                                                          | 45 ans                                                          | 2e                                                              | Musandam Oman Sail                                              | 2012                                                            | 5e                                                              | 5e                                                              | 11 novembre 2014                                                | 8 j 19 h 15 min 24 s                                            | 16,77                                                           |
| Francis Joyon                                                   | France                                                          | 58 ans                                                          | 6e                                                              | Idec Sport                                                      | 2007                                                            | 6e                                                              | 6e                                                              | 11 novembre 2014                                                | 9 j 4 h 42 min 04 s                                             | 16,05                                                           |
| Yann Eliès                                                      | France                                                          | 40 ans                                                          | 1re                                                             | Virbac Paprec 70                                                | 2011                                                            | 7e                                                              | 7e                                                              | 11 novembre 2014                                                | 9 j 5 h 48 min 15 s                                             | 15,97                                                           |
| Thomas Coville                                                  | France                                                          | 46 ans                                                          | 5e                                                              | Sodebo Ultim'                                                   | 2001 / 2014                                                     | Abandon le 3 novembre (collision avec un cargo).                | Abandon le 3 novembre (collision avec un cargo).                | Abandon le 3 novembre (collision avec un cargo).                | Abandon le 3 novembre (collision avec un cargo).                | Abandon le 3 novembre (collision avec un cargo).                |

En tête au cap Fréhel, Lionel Lemonchois est ensuite dépassé par Loïck Peyron et Thomas Coville. Ce dernier doit abandonner dès le premier soir à la suite d'une collision avec un cargo. Loïck Peyron prend la tête au passage d'Ouessant et creuse un écart important. Derrière, les deuxième et troisième places paraissent rapidement promises à Yann Guichard et Lionel Lemonchois. Osant une attaque plus nord à trois jours de l'arrivée, Lemonchois perd le bénéfice de sa troisième place et se fait dépasser par Sébastien Josse et Sidney Gavignet. Peyron s'impose le 10 novembre et bat le record de la Route du Rhum en 7 jours 15 heures 8 minutes 32 secondes (vitesse moyenne de 19,34 nœuds sur la route théorique, longue de 3 542 milles ; vitesse moyenne de 22,93 nœuds sur la route réelle, longue de 4 199 milles). C'est sa première victoire, après six tentatives infructueuses, toutes catégories confondues. Yann Guichard et Sébastien Josse complètent ensuite le podium. Lionel Lemonchois parvient à récupérer la quatrième place grâce à un meilleur contournement de la Guadeloupe que Sidney Gavignet. Dans la lutte pour la sixième place, Francis Joyon dépasse également Yann Eliès lors du contournement de la Guadeloupe.

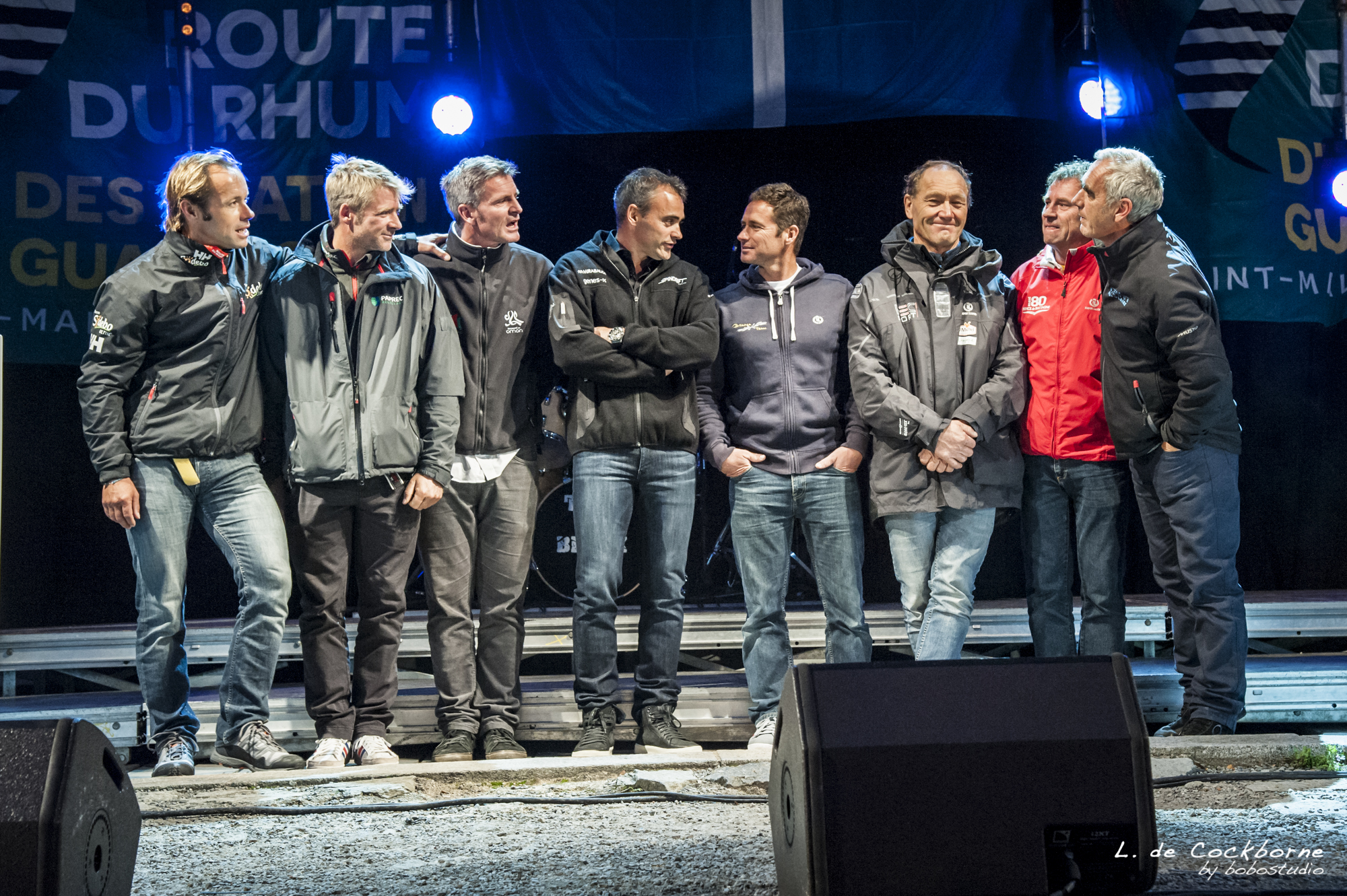
Les skippers de la classe Ultime : Thomas Coville, Yann Eliès, Sidney Gavignet, Yann Guichard, Sébastien Josse, Francis Joyon, Lionel Lemonchois et Loïck Peyron.
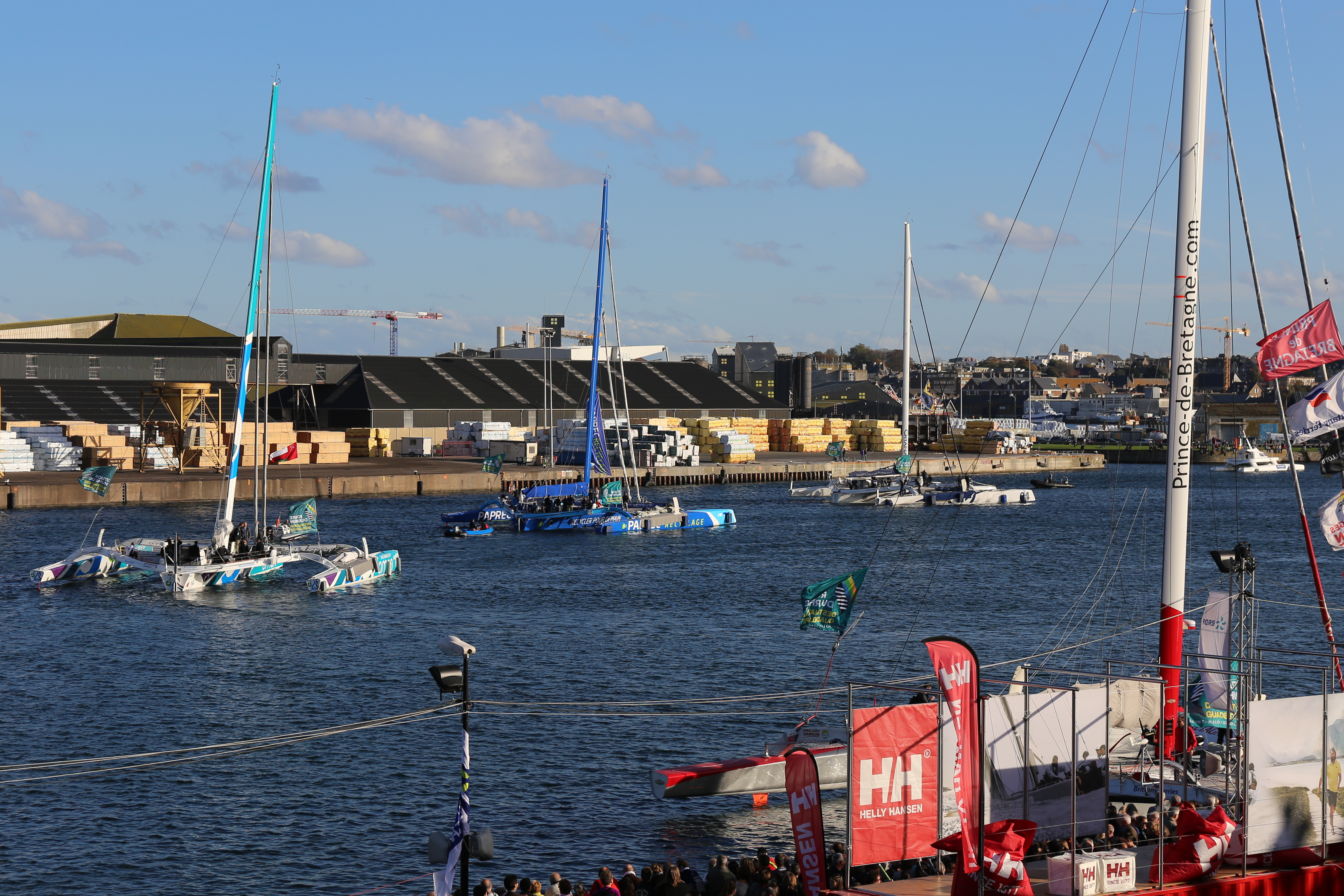
Musandam - Oman Sail, Paprec Recyclage, Gitana XV et Prince de Bretagne dans le bassin Vauban avant le départ de Saint-Malo.

### ClasseIMOCA
| Classe IMOCA : monocoques (9 inscrits) | Classe IMOCA : monocoques (9 inscrits) | Classe IMOCA : monocoques (9 inscrits) | Classe IMOCA : monocoques (9 inscrits) | Classe IMOCA : monocoques (9 inscrits) | Classe IMOCA : monocoques (9 inscrits) | Classe IMOCA : monocoques (9 inscrits)      | Classe IMOCA : monocoques (9 inscrits)      | Classe IMOCA : monocoques (9 inscrits)      | Classe IMOCA : monocoques (9 inscrits)      |
| Concurrent                             | Concurrent                             | Concurrent                             | Concurrent                             | Bateau                                 | Bateau                                 | Classement                                  | Classement                                  | Arrivée                                     | Arrivée                                     |
| Skipper                                | Nationalité                            | Âge                                    | Particip.                              | Nom du bateau                          | Lancé                                  | Général                                     | Classe                                      | Temps                                       | Moyenne (nœuds)                             |
| -------------------------------------- | -------------------------------------- | -------------------------------------- | -------------------------------------- | -------------------------------------- | -------------------------------------- | ------------------------------------------- | ------------------------------------------- | ------------------------------------------- | ------------------------------------------- |
| François Gabart                        | France                                 | 31 ans                                 | 1re                                    | Macif                                  | 2011                                   | 10e                                         | 1er                                         | 12 j 4 h 38 min 55 s                        | 12,10                                       |
| Jérémie Beyou                          | France                                 | 38 ans                                 | 2e                                     | Maitre Coq                             | 2010                                   | 13e                                         | 2e                                          | 12 j 12 h 11 min 18 s                       | 11,80                                       |
| Marc Guillemot                         | France                                 | 55 ans                                 | 5e                                     | Safran                                 | 2007                                   | 14e                                         | 3e                                          | 13 j 1 h 59 min 20 s                        | 11,28                                       |
| Armel Tripon                           | France                                 | 39 ans                                 | 1re                                    | For Humble Heroes                      | 2007                                   | 15e                                         | 4e                                          | 13 j 14 h 4 min 4 s                         | 10,86                                       |
| Louis Burton                           | France                                 | 29 ans                                 | 2e                                     | Bureau Vallée                          | 2006                                   | 16e                                         | 5e                                          | 14 j 1 h 33 min 44 s                        | 10,49                                       |
| Alessandro Di Benedetto                | Italie                                 | 43 ans                                 | 1re                                    | Team Plastique - AFM Téléthon          | 1999                                   | 17e                                         | 6e                                          | 16 j 11 h 4 min 30 s                        | 08,97                                       |
| Tanguy de Lamotte                      | France                                 | 36 ans                                 | 2e                                     | Initiatives Cœur                       | 2006                                   | 18e                                         | 7e                                          | 16 j 15 h 28 min 13 s                       | 08,87                                       |
| Vincent Riou                           | France                                 | 42 ans                                 | 3e                                     | PRB                                    | 2010                                   | Abandon le 4 novembre (défaut de structure) | Abandon le 4 novembre (défaut de structure) | Abandon le 4 novembre (défaut de structure) | Abandon le 4 novembre (défaut de structure) |
| Bertrand de Broc                       | France                                 | 54 ans                                 | 3e                                     | Votre Nom autour du Monde              | 2007                                   | Abandon le 3 novembre (blessure au coude)   | Abandon le 3 novembre (blessure au coude)   | Abandon le 3 novembre (blessure au coude)   | Abandon le 3 novembre (blessure au coude)   |

La course en IMOCA est marquée par la totale domination de François Gabart qui aura mené la course de bout en bout pour s'imposer en 12 jours 4 heures 38 minutes et 55 secondes et battre le record de la course en IMOCA. Jérémie Beyou qui se sera accroché à Gabart une bonne partie de la course prend la deuxième place. Marc Guillemot, pour sa dernière course à bord de son monocoque Safran, complète le podium. Chose rare, du 4 novembre jusque l'arrivée, le top 7 et l'ordre des concurrents sera resté inchangé.

### ClasseMulti50
| Classe Multi 50 : multicoques 50 pieds (11 inscrits) | Classe Multi 50 : multicoques 50 pieds (11 inscrits) | Classe Multi 50 : multicoques 50 pieds (11 inscrits) | Classe Multi 50 : multicoques 50 pieds (11 inscrits) | Classe Multi 50 : multicoques 50 pieds (11 inscrits) | Classe Multi 50 : multicoques 50 pieds (11 inscrits) | Classe Multi 50 : multicoques 50 pieds (11 inscrits) | Classe Multi 50 : multicoques 50 pieds (11 inscrits) | Classe Multi 50 : multicoques 50 pieds (11 inscrits) |
| Concurrent                                           | Concurrent                                           | Concurrent                                           | Concurrent                                           | Bateau                                               | Classement                                           | Classement                                           | Arrivée                                              | Arrivée                                              |
| Skipper                                              | Nationalité                                          | Âge                                                  | Particip.                                            | Nom du bateau                                        | Général                                              | Classe                                               | Temps                                                | Moyenne (nœuds)                                      |
| ---------------------------------------------------- | ---------------------------------------------------- | ---------------------------------------------------- | ---------------------------------------------------- | ---------------------------------------------------- | ---------------------------------------------------- | ---------------------------------------------------- | ---------------------------------------------------- | ---------------------------------------------------- |
| Erwan Le Roux                                        | France                                               | 40 ans                                               | 2e                                                   | FenetreA Cardinal                                    | 8e                                                   | 1er                                                  | 11 j 5 h 13 min 55 s                                 | 13,16                                                |
| Lalou Roucayrol                                      | France                                               | 50 ans                                               | 3e                                                   | Arkema-Région Aquitaine                              | 9e                                                   | 2e                                                   | 11 j 21 h 29 min 10 s                                | 12,41                                                |
| Gilles Lamiré                                        | France                                               | 44 ans                                               | 3e                                                   | Rennes Métropole-Saint Malo Agglomération            | 11e                                                  | 3e                                                   | 12 j 10 h 44 min 37 s                                | 11,86                                                |
| Yves Le Blevec                                       | France                                               | 49 ans                                               | 2e                                                   | Actual                                               | 12e                                                  | 4e                                                   | 12 j 11 h 10 min 18 s                                | 11,84                                                |
| Étienne Hochedé                                      | France                                               | 58 ans                                               | 1re                                                  | PIR2 CCI Fécamp Bolbec                               | 29e                                                  | 5e                                                   | 18 j 9 h 37 min 11 s                                 | 8,02                                                 |
| Pierre Antoine                                       | France                                               | 52 ans                                               | 3e                                                   | Olmix                                                | Abandon le 4 novembre (casse matériel)               | Abandon le 4 novembre (casse matériel)               | Abandon le 4 novembre (casse matériel)               | Abandon le 4 novembre (casse matériel)               |
| Hervé de Carlan                                      | France                                               | 55 ans                                               | 2e                                                   | Delirium                                             | Abandon le 3 novembre (avarie de safran)             | Abandon le 3 novembre (avarie de safran)             | Abandon le 3 novembre (avarie de safran)             | Abandon le 3 novembre (avarie de safran)             |
| Gilles Buekenhout                                    | Belgique                                             | 52 ans                                               | 2e                                                   | Nootka pour architectes de l'urgence                 | Abandon le 3 novembre (avarie de safran)             | Abandon le 3 novembre (avarie de safran)             | Abandon le 3 novembre (avarie de safran)             | Abandon le 3 novembre (avarie de safran)             |
| Erik Nigon                                           | France                                               | 54 ans                                               | 2e                                                   | Vers un Monde sans SIDA                              | Abandon le 3 novembre (casse matériel)               | Abandon le 3 novembre (casse matériel)               | Abandon le 3 novembre (casse matériel)               | Abandon le 3 novembre (casse matériel)               |
| Alain Delhumeau                                      | France                                               | 60 ans                                               | 1re                                                  | Royan                                                | Abandon le 3 novembre (démâtage)                     | Abandon le 3 novembre (démâtage)                     | Abandon le 3 novembre (démâtage)                     | Abandon le 3 novembre (démâtage)                     |
| Loïc Féquet                                          | France                                               | 40 ans                                               | 2e                                                   | Maître Jacques                                       | Abandon le 2 novembre (casse matériel)               | Abandon le 2 novembre (casse matériel)               | Abandon le 2 novembre (casse matériel)               | Abandon le 2 novembre (casse matériel)               |

Les premiers jours de courses en Multi50 sont marqués par de très nombreux abandons puisqu'après deux jours de course, on ne dénombre plus que cinq bateaux en course sur les onze présents au départ de Saint-Malo. Très vite, trois concurrents sont à la lutte pour la première place : Erwan Le Roux, Yves Le Blevec et Lalou Roucayrol. Le Blevec doit faire escale au Portugal pour réparer sa girouette d'anémomètre et perd ainsi toute chance de victoire. À la faveur d'une option plus sud que Roucayrol à quelques jours de l'arrivée, Le Roux fait un écart suffisant pour s'imposer en Guadeloupe dans le temps de 11 jours 5 heures 13 minutes 55 secondes. Il devance Lalou Roucayrol de seize heures. Gilles Lamiré complète le podium après avoir résisté au retour de Le Blevec lors du tour de la Guadeloupe.

### Class40
| Class40 : monocoques 40 pieds (43 inscrits) | Class40 : monocoques 40 pieds (43 inscrits) | Class40 : monocoques 40 pieds (43 inscrits) | Class40 : monocoques 40 pieds (43 inscrits) | Class40 : monocoques 40 pieds (43 inscrits)   | Class40 : monocoques 40 pieds (43 inscrits)      | Class40 : monocoques 40 pieds (43 inscrits)      | Class40 : monocoques 40 pieds (43 inscrits)      | Class40 : monocoques 40 pieds (43 inscrits)      | Class40 : monocoques 40 pieds (43 inscrits)      | Class40 : monocoques 40 pieds (43 inscrits) |
| Concurrent                                  | Concurrent                                  | Concurrent                                  | Concurrent                                  | Bateau                                        | Classement                                       | Classement                                       | Arrivée                                          | Arrivée                                          | Arrivée                                          |                                             |
| Skipper                                     | Nationalité                                 | Âge                                         | Particip.                                   | Nom du bateau                                 | Général                                          | Classe                                           | Date                                             | Temps                                            | Moyenne (nœuds)                                  |                                             |
| ------------------------------------------- | ------------------------------------------- | ------------------------------------------- | ------------------------------------------- | --------------------------------------------- | ------------------------------------------------ | ------------------------------------------------ | ------------------------------------------------ | ------------------------------------------------ | ------------------------------------------------ | ------------------------------------------- |
| Alex Pella                                  | Espagne                                     | 41 ans                                      | 1re                                         | Tales II                                      | 19e                                              | 1er                                              | 19 novembre 2014                                 | 16 j 17 h 47 min 8 s                             | 8,82                                             |                                             |
| Thibaut Vauchel-Camus                       | France                                      | 36 ans                                      | 1re                                         | Solidaires en Peloton pour la Fondation ARSEP | 20e                                              | 2e                                               | 19 novembre 2014                                 | 17 j 4 h 33 min 41 s                             | 8,59                                             |                                             |
| Kito de Pavant                              | France                                      | 53 ans                                      | 2e                                          | OTIO - Bastide Médical                        | 21e                                              | 3e                                               | 19 novembre 2014                                 | 17 j 5 h 7 min 3 s                               | 8,57                                             |                                             |
| Stéphane Le Diraison                        | France                                      | 38 ans                                      | 1re                                         | IXblue BRS                                    | 23e                                              | 4e                                               | 19 novembre 2014                                 | 17 j 8 h 21 min 37 s                             | 8,51                                             |                                             |
| Pierre Brasseur                             | France                                      | 34 ans                                      | 1re                                         | Matouba                                       | 24e                                              | 5e                                               | 20 novembre 2014                                 | 17 j 14 h 27 min 44 s                            | 8,38                                             |                                             |
| Miranda Merron                              | Royaume-Uni                                 | 45 ans                                      | 2e                                          | Campagne de France                            | 25e                                              | 6e                                               | 20 novembre 2014                                 | 18 j 3 h 17 min 25 s                             | 8,14                                             |                                             |
| Yannick Bestaven                            | France                                      | 41 ans                                      | 2e                                          | Le Conservateur                               | 26e                                              | 7e                                               | 19 novembre 2014                                 | 17 j 6 h 34 min 37 s                             | 8,54                                             |                                             |
| Damien Seguin                               | France                                      | 36 ans                                      | 2e                                          | ERDF - Des pieds et des mains                 | 27e                                              | 8e                                               | 20 novembre 2014                                 | 18 j 9 h 19 min 21 s                             | 8,03                                             |                                             |
| Fabrice Amedeo                              | France                                      | 36 ans                                      | 2e                                          | SNCF Géodis - Newrest                         | 28e                                              | 9e                                               | 20 novembre 2014                                 | 18 j 9 h 36 min 32 s                             | 8,02                                             |                                             |
| Giancarlo Pedote                            | Italie                                      | 38 ans                                      | 1re                                         | Fantastica                                    | 30e                                              | 10e                                              | 21 novembre 2014                                 | 18 j 14 h 26 min 43 s                            | 7,93                                             |                                             |
| Valentin Lemarchand                         | France                                      | 23 ans                                      | 1re                                         | Maison Tirel Guerin                           | 31e                                              | 11e                                              | 21 novembre 2014                                 | 18 j 21 h 29 min 48 s                            | 7,91                                             |                                             |
| Bertrand Delesne                            | France                                      | 37 ans                                      | 1re                                         | Team Work 40                                  | 32e                                              | 12e                                              | 21 novembre 2014                                 | 19 j 0 h 55 min 39 s                             | 7,75                                             |                                             |
| Jean-Christophe Caso                        | France                                      | 42 ans                                      | 1re                                         | Picoty - Lac de Vassivière                    | 33e                                              | 13e                                              | 21 novembre 2014                                 | 19 j 1 h 53 min 11 s                             | 7,74                                             |                                             |
| Pierre-Yves Lautrou                         | France                                      | 43 ans                                      | 1re                                         | L'Express-Trepia                              | 34e                                              | 14e                                              | 21 novembre 2014                                 | 19 j04 h 16 min 30 s                             | 7,70                                             |                                             |
| Michel Kleinjans                            | Belgique                                    | 50 ans                                      | 2e                                          | Visit Brussels                                | 35e                                              | 15e                                              | 21 novembre 2014                                 | 19 j 6 h 6 min 36 s                              | 7,66                                             |                                             |
| Halvard Mabire                              | France                                      | 57 ans                                      | 3e                                          | Campagne 2 France                             | 36e                                              | 16e                                              | 22 novembre 2014                                 | 19 j 14 h 09 min 56 s                            | 7,53                                             |                                             |
| Jean-Edouard Criquioche                     | France                                      | 44 ans                                      | 3e                                          | Région Haute-Normandie                        | 37e                                              | 17e                                              | 22 novembre 2014                                 | 19 j 14 h 33 min 05 s                            | 7,53                                             |                                             |
| Jean Galfione                               | France                                      | 43 ans                                      | 1re                                         | Serenis Consulting                            | 38e                                              | 18e                                              | 22 novembre 2014                                 | 19 j 23 h 19 min 32 s                            | 7,39                                             |                                             |
| Juliette Petres                             | France                                      | 32 ans                                      | 1re                                         | Eau et Patrimoine                             | 39e                                              | 19e                                              | 22 novembre 2014                                 | 19 j 23 h 52 min 7 s                             | 7,38                                             |                                             |
| Emmanuel Hamez                              | France                                      | 51 ans                                      | 1re                                         | Teranga                                       | 42e                                              | 20e                                              | 22 novembre 2014                                 | 20 j 8 h 7 min 9 s                               | 7,26                                             |                                             |
| Brieuc Maisonneuve                          | France                                      | 40 ans                                      | 1re                                         | Groupement FLO                                | 44e                                              | 21e                                              | 23 novembre 2014                                 | 20 j 17 h 30 min 15 s                            | 7,12                                             |                                             |
| Dominique Rivard                            | France                                      | 47 ans                                      | 1re                                         | Marie Galante                                 | 45e                                              | 22e                                              | 23 novembre 2014                                 | 20 j 23 h 19 min 46 s                            | 7,04                                             |                                             |
| Maxime Sorel                                | France                                      | 27 ans                                      | 1re                                         | MS Sailing Team                               | 46e                                              | 23e                                              | 23 novembre 2014                                 | 21 j 4 h 42 min 0 s                              | 6,96                                             |                                             |
| Patrice Bougard                             | France                                      | 59 ans                                      | 2e                                          | Kogane                                        | 47e                                              | 24e                                              | 23 novembre 2014                                 | 21 j 5 h 24 min 6 s                              | 6,95                                             |                                             |
| Lionel Regnier                              | France                                      | 55 ans                                      | 2e                                          | April                                         | 48e                                              | 25e                                              | 23 novembre 2014                                 | 21 j 6 h 24 min 3 s                              | 6,94                                             |                                             |
| Rodolphe Sepho                              | France                                      | 28 ans                                      | 1re                                         | Voiles 44                                     | 51e                                              | 26e                                              | 24 novembre 2014                                 | 21 j 18 h 33 min 11 s                            | 6,78                                             |                                             |
| Philippe Fiston                             | France                                      | 51 ans                                      | 3e                                          | Ville de Saint Anne - Guadeloupe              | 52e                                              | 27e                                              | 24 novembre 2014                                 | 22 j 6 h 4 min 48 s                              | 6,63                                             |                                             |
| Nicolas Thomas                              | France                                      | 24 ans                                      | 1re                                         | Guadeloupe Grand Large – 1001 piles batteries | 55e                                              | 28e                                              | 26 novembre 2014                                 | 23 j 18 h 32 min 8 s                             | 6,21                                             |                                             |
| Olivier Roussey                             | France                                      | 55 ans                                      | 1re                                         | Obportus – Conseil Régional de Lorraine       | 56e                                              | 29e                                              | 26 novembre 2014                                 | 24 j 8 h 1 min 21 s                              | 6,06                                             |                                             |
| Antoine Michel                              | France                                      | 30 ans                                      | 1re                                         | SETTI LTD                                     | 57e                                              | 30e                                              | 27 novembre 2014                                 | 24 j 11 h 13 min 5 s                             | 6,03                                             |                                             |
| Paul Hignard                                | France                                      | 19 ans                                      | 1re                                         | Bruneau                                       | 59e                                              | 31e                                              | 27 novembre 2014                                 | 25 j 7 h 35 min 10 s                             | 5,83                                             |                                             |
| Vincent Lantin                              | France                                      | 33 ans                                      | 1re                                         | Vanetys - Le Slip Français                    | 65e                                              | 32e                                              | 2 décembre 2014                                  | 30 j 14 h 35 min                                 | 4,82                                             |                                             |
| Louis Duc                                   | France                                      | 31 ans                                      | 1re                                         | Advanced Energies Carac                       | Abandon le 7 novembre (déchirure de grand voile) | Abandon le 7 novembre (déchirure de grand voile) | Abandon le 7 novembre (déchirure de grand voile) | Abandon le 7 novembre (déchirure de grand voile) | Abandon le 7 novembre (déchirure de grand voile) |                                             |
| Conrad Humphreys                            | Royaume-Uni                                 | 41 ans                                      | 2e                                          | Catphones - Built for it                      | Abandon le 7 novembre (démâtage)                 | Abandon le 7 novembre (démâtage)                 | Abandon le 7 novembre (démâtage)                 | Abandon le 7 novembre (démâtage)                 | Abandon le 7 novembre (démâtage)                 |                                             |
| Christophe Coatnoan                         | France                                      | 45 ans                                      | 2e                                          | Normandie Sussex                              | Abandon le 6 novembre (problèmes électroniques)  | Abandon le 6 novembre (problèmes électroniques)  | Abandon le 6 novembre (problèmes électroniques)  | Abandon le 6 novembre (problèmes électroniques)  | Abandon le 6 novembre (problèmes électroniques)  |                                             |
| Alan Roura                                  | Suisse                                      | 21 ans                                      | 1re                                         | Exocet                                        | Abandon le 5 novembre (avaries multiples)        | Abandon le 5 novembre (avaries multiples)        | Abandon le 5 novembre (avaries multiples)        | Abandon le 5 novembre (avaries multiples)        | Abandon le 5 novembre (avaries multiples)        |                                             |
| Sébastien Rogues                            | France                                      | 28 ans                                      | 1re                                         | GDF SUEZ                                      | Abandon le 5 novembre (grand-voile déchirée)     | Abandon le 5 novembre (grand-voile déchirée)     | Abandon le 5 novembre (grand-voile déchirée)     | Abandon le 5 novembre (grand-voile déchirée)     | Abandon le 5 novembre (grand-voile déchirée)     |                                             |
| Arnaud Boissières                           | France                                      | 42 ans                                      | 2e                                          | Aerocampus du Rhum au Globe                   | Abandon le 4 novembre (dégâts structurels)       | Abandon le 4 novembre (dégâts structurels)       | Abandon le 4 novembre (dégâts structurels)       | Abandon le 4 novembre (dégâts structurels)       | Abandon le 4 novembre (dégâts structurels)       |                                             |
| Thierry Bouchard                            | France                                      | 55 ans                                      | 2e                                          | WALLFO.COM                                    | Abandon le 3 novembre (blessure)                 | Abandon le 3 novembre (blessure)                 | Abandon le 3 novembre (blessure)                 | Abandon le 3 novembre (blessure)                 | Abandon le 3 novembre (blessure)                 |                                             |
| Nicolas Troussel                            | France                                      | 30 ans                                      | 2e                                          | Crédit mutuel de Bretagne                     | Abandon le 3 novembre (blessure)                 | Abandon le 3 novembre (blessure)                 | Abandon le 3 novembre (blessure)                 | Abandon le 3 novembre (blessure)                 | Abandon le 3 novembre (blessure)                 |                                             |
| Philippa Hutton Squire                      | Afrique du Sud                              | 31 ans                                      | 1re                                         | Swish                                         | Abandon le 3 novembre (mât brisé)                | Abandon le 3 novembre (mât brisé)                | Abandon le 3 novembre (mât brisé)                | Abandon le 3 novembre (mât brisé)                | Abandon le 3 novembre (mât brisé)                |                                             |
| Marc Lepesqueux                             | France                                      | 46 ans                                      | 3e                                          | Sensation Class 40                            | Abandon le 3 novembre (perte de quille)          | Abandon le 3 novembre (perte de quille)          | Abandon le 3 novembre (perte de quille)          | Abandon le 3 novembre (perte de quille)          | Abandon le 3 novembre (perte de quille)          |                                             |
| François Angoulvant                         | France                                      | 48 ans                                      | 4e                                          | TEAM SABROSA SR40 mk2                         | Abandon le 2 novembre (perte de quille)          | Abandon le 2 novembre (perte de quille)          | Abandon le 2 novembre (perte de quille)          | Abandon le 2 novembre (perte de quille)          | Abandon le 2 novembre (perte de quille)          |                                             |

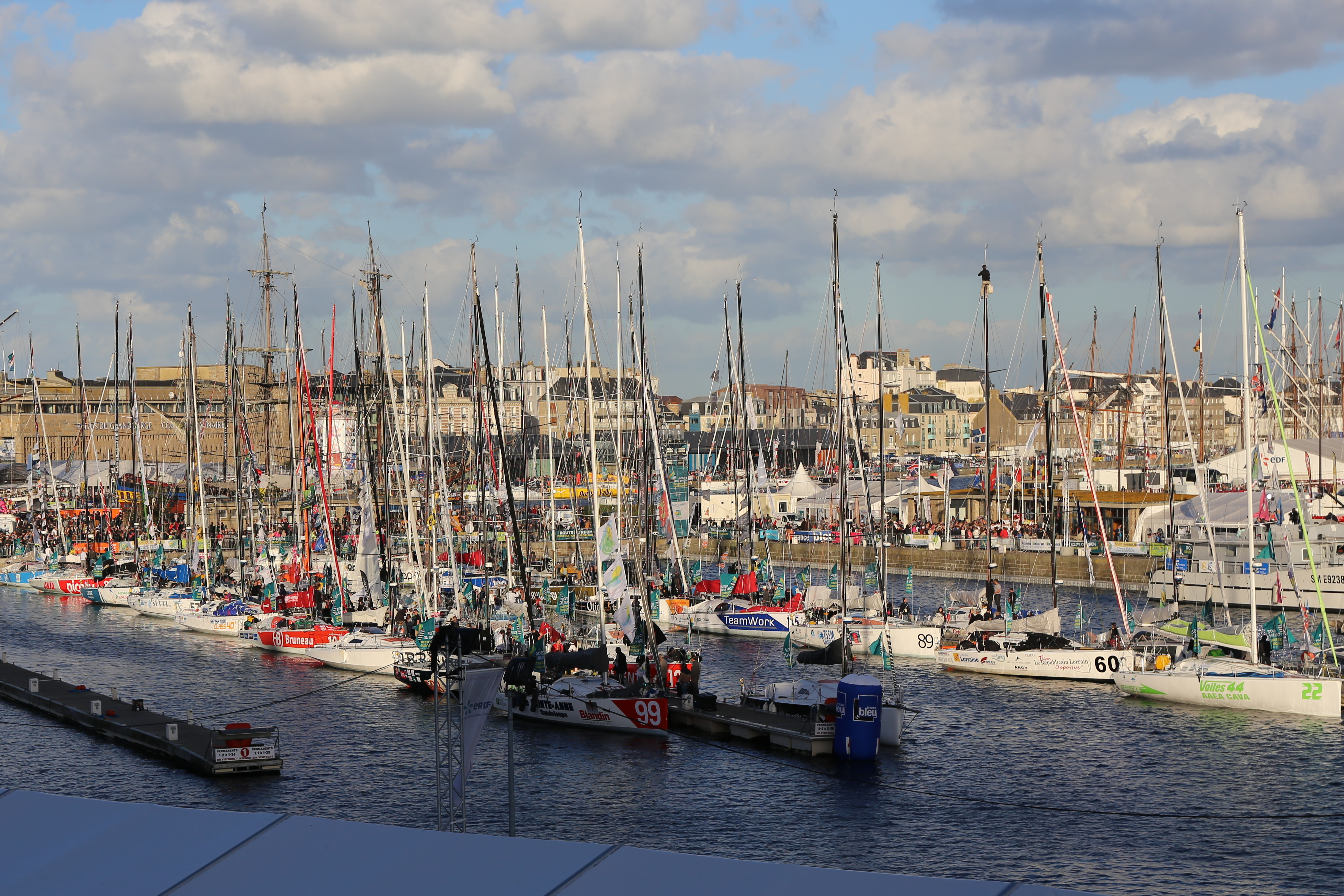
La flotte des Class40 avant le départ de la course.

Le meilleur départ en Class40 est pris par Sébastien Rogues qui pointe en tête les quarante-huit premières heures de course. Du cap Finisterre jusqu'aux îles de Madère, on assiste ensuite à un duel entre Thibaut Vauchel-Camus et Kito de Pavant en tête de course. Enfin c'est Alex Pella qui prend la tête le 11 novembre et qui crée un écart suffisant pour s'imposer en Guadeloupe le 19 novembre avec un temps de course de 16 jours 17 heures 47 minutes et 8 secondes. Thibault Vauchel-Camus et Kito de Pavant complètent ensuite le podium.

### Catégorie Rhum
| Catégorie Rhum : multi et monocoques entre 39 et 59 pieds (20 inscrits) | Catégorie Rhum : multi et monocoques entre 39 et 59 pieds (20 inscrits) | Catégorie Rhum : multi et monocoques entre 39 et 59 pieds (20 inscrits) | Catégorie Rhum : multi et monocoques entre 39 et 59 pieds (20 inscrits) | Catégorie Rhum : multi et monocoques entre 39 et 59 pieds (20 inscrits) | Catégorie Rhum : multi et monocoques entre 39 et 59 pieds (20 inscrits) | Catégorie Rhum : multi et monocoques entre 39 et 59 pieds (20 inscrits) | Catégorie Rhum : multi et monocoques entre 39 et 59 pieds (20 inscrits) | Catégorie Rhum : multi et monocoques entre 39 et 59 pieds (20 inscrits) | Catégorie Rhum : multi et monocoques entre 39 et 59 pieds (20 inscrits) | Catégorie Rhum : multi et monocoques entre 39 et 59 pieds (20 inscrits) |
| Concurrent                                                              | Concurrent                                                              | Concurrent                                                              | Concurrent                                                              | Bateau                                                                  | Classement                                                              | Classement                                                              | Arrivée                                                                 | Arrivée                                                                 | Arrivée                                                                 |                                                                         |
| Skipper                                                                 | Nationalité                                                             | Âge                                                                     | Particip.                                                               | Nom du bateau                                                           | Général                                                                 | Classe                                                                  | Date                                                                    | Temps                                                                   | Moyenne (nœuds)                                                         |                                                                         |
| ----------------------------------------------------------------------- | ----------------------------------------------------------------------- | ----------------------------------------------------------------------- | ----------------------------------------------------------------------- | ----------------------------------------------------------------------- | ----------------------------------------------------------------------- | ----------------------------------------------------------------------- | ----------------------------------------------------------------------- | ----------------------------------------------------------------------- | ----------------------------------------------------------------------- | ----------------------------------------------------------------------- |
| Anne Caseneuve                                                          | France                                                                  | 50 ans                                                                  | 5e                                                                      | ANEO                                                                    | 22e                                                                     | 1er                                                                     | 19 novembre 2014                                                        | 17 j 7 h 6 min 3 s                                                      | 8,53                                                                    |                                                                         |
| Andrea Mura                                                             | Italie                                                                  | 50 ans                                                                  | 2e                                                                      | Vento di Sardegna                                                       | 40e                                                                     | 2e                                                                      | 22 novembre 2014                                                        | 20 j 2 h 19 min 36 s                                                    | 7,34                                                                    |                                                                         |
| Robin Knox-Johnston                                                     | Royaume-Uni                                                             | 75 ans                                                                  | 1re                                                                     | GreyPower                                                               | 41e                                                                     | 3e                                                                      | 22 novembre 2014                                                        | 20 j 7 h 52 min 22 s                                                    | 7,26                                                                    |                                                                         |
| Wilfrid Clerton                                                         | France                                                                  | 43 ans                                                                  | 1re                                                                     | Cap au Cap Location                                                     | 43e                                                                     | 4e                                                                      | 23 novembre 2014                                                        | 20 j 12 h 19 min 33 s                                                   | 7,19                                                                    |                                                                         |
| Jean-Paul Froc                                                          | France                                                                  | 60 ans                                                                  | 2e                                                                      | Groupe Berto                                                            | 49e                                                                     | 5e                                                                      | 24 novembre 2014                                                        | 21 j 14 h 42 min 21 s                                                   | 6,83                                                                    |                                                                         |
| Willy Bissainte                                                         | France                                                                  | 44 ans                                                                  | 2e                                                                      | Tradysion Gwadloup                                                      | 50e                                                                     | 6e                                                                      | 24 novembre 2014                                                        | 21 j 15 h 34 min 2 s                                                    | 6,82                                                                    |                                                                         |
| Charlie Capelle                                                         | France                                                                  | 59 ans                                                                  | 5e                                                                      | Acapella                                                                | 53e                                                                     | 7e                                                                      | 25 novembre 2014                                                        | 22 j 12 h 27 min 24 s                                                   | 6,55                                                                    |                                                                         |
| Pierre-Yves Chatelin                                                    | France                                                                  | 60 ans                                                                  | 3e                                                                      | Destination Calais                                                      | 54e                                                                     | 8e                                                                      | 25 novembre 2014                                                        | 22 j 21 h 6 min 24 s                                                    | 6,45                                                                    |                                                                         |
| Ari Huusela                                                             | Finlande                                                                | 52 ans                                                                  | 1re                                                                     | Neste Oil                                                               | 58e                                                                     | 9e                                                                      | 27 novembre 2014                                                        | 24 j 13 h 7 min 23 s                                                    | 6,01                                                                    |                                                                         |
| Daniel Ecalard                                                          | France                                                                  | 58 ans                                                                  | 1re                                                                     | Défi Martinique                                                         | 60e                                                                     | 10e                                                                     | 27 novembre 2014                                                        | 25 j 2 h 14 min 46 s                                                    | 5,88                                                                    |                                                                         |
| Pierrick Tollemer                                                       | France                                                                  | 52 ans                                                                  | 1re                                                                     | Ensemble pour entreprendre                                              | 61e                                                                     | 11e                                                                     | 27 novembre 2014                                                        | 25 j 7 h 50 min 50 s                                                    | 5,83                                                                    |                                                                         |
| Luc Coquelin                                                            | France                                                                  | 56 ans                                                                  | 5e                                                                      | Guadeloupe Dynamique                                                    | 62e                                                                     | 12e                                                                     | 28 novembre 2014                                                        | 26 j 7 h 7 min 17 s                                                     | 5,61                                                                    |                                                                         |
| Christophe Souchaud                                                     | France                                                                  | 49 ans                                                                  | 1re                                                                     | Rhum Solidaire-Rhum Solitaire                                           | 63e                                                                     | 13e                                                                     | 29 novembre 2014                                                        | 26 j 12 h 44 min 30 s                                                   | 5,56                                                                    |                                                                         |
| Éric Jail                                                               | France                                                                  | 53 ans                                                                  | 1re                                                                     | Jolokia Défi Cat                                                        | 64e                                                                     | 14e                                                                     | 2 décembre 2014                                                         | 30 j 9 h 45 min 00 s                                                    | 4,85                                                                    |                                                                         |
| Ricardo Diniz                                                           | Portugal                                                                | 37 ans                                                                  | 1re                                                                     | ParisAsia.fr                                                            | Disqualification le 9 novembre                                          | Disqualification le 9 novembre                                          | Disqualification le 9 novembre                                          | Disqualification le 9 novembre                                          | Disqualification le 9 novembre                                          |                                                                         |
| Bob Escoffier                                                           | France                                                                  | 65 ans                                                                  | 4e                                                                      | LINEDIT'H                                                               | Abandon le 6 novembre (hélitreuillé après une voie d'eau)               | Abandon le 6 novembre (hélitreuillé après une voie d'eau)               | Abandon le 6 novembre (hélitreuillé après une voie d'eau)               | Abandon le 6 novembre (hélitreuillé après une voie d'eau)               | Abandon le 6 novembre (hélitreuillé après une voie d'eau)               |                                                                         |
| Patrick Morvan                                                          | France                                                                  | 70 ans                                                                  | 4e                                                                      | Ortis                                                                   | Abandon le 6 novembre (avaries multiples)                               | Abandon le 6 novembre (avaries multiples)                               | Abandon le 6 novembre (avaries multiples)                               | Abandon le 6 novembre (avaries multiples)                               | Abandon le 6 novembre (avaries multiples)                               |                                                                         |
| Benjamin Hardouin                                                       | France                                                                  | 25 ans                                                                  | 1re                                                                     | Kri'tR V                                                                | Abandon le 6 novembre (avaries multiples)                               | Abandon le 6 novembre (avaries multiples)                               | Abandon le 6 novembre (avaries multiples)                               | Abandon le 6 novembre (avaries multiples)                               | Abandon le 6 novembre (avaries multiples)                               |                                                                         |
| Nils Boyer                                                              | France                                                                  | 20 ans                                                                  | 1re                                                                     | Let's go                                                                | Abandon le 5 novembre (défaut de structure)                             | Abandon le 5 novembre (défaut de structure)                             | Abandon le 5 novembre (défaut de structure)                             | Abandon le 5 novembre (défaut de structure)                             | Abandon le 5 novembre (défaut de structure)                             |                                                                         |
| Julien Mabit                                                            | France                                                                  | 35 ans                                                                  | 2e                                                                      | Komilfo                                                                 | Abandon le 5 novembre (panne de pilote automatique)                     | Abandon le 5 novembre (panne de pilote automatique)                     | Abandon le 5 novembre (panne de pilote automatique)                     | Abandon le 5 novembre (panne de pilote automatique)                     | Abandon le 5 novembre (panne de pilote automatique)                     |                                                                         |

Favorite au départ de Saint-Malo, Anne Caseneuve aura survolé la catégorie. Seul le tenant du titre Andrea Mura lui aura résisté les premiers jours de course à la faveur d'une option de course différente : il terminera la course deuxième juste devant le vétéran de cette Route du Rhum: Robin Knox-Johnston.

## Course virtuelle
Une Route du Rhum virtuelle est organisée en parallèle à la vraie course. Le site Virtual Regatta, qui avait organisé les précédentes éditions, a annoncé sur son forum qu'il n'est plus partenaire de la course.[réf. nécessaire]